# Espoir sportif de Rejiche
L'Espoir sportif de Rejiche (arabe : الأمل الرياضي برجيش) est un club tunisien féminin de handball basé à Rejiche qui a vu le jour en 1994.

## Palmarès
- Championnat de Tunisie (2) :
  - Vainqueur : 2010, 2011
- Coupe de Tunisie (3) :
  - Vainqueur : 2011, 2012, 2020